# Lilian May Miller
Lilian May Miller (Tokyo, 1895 — San Francisco, 1943) est une graveuse, peintre et poétesse américaine.
Son œuvre a été marqué par l'imagerie produite tandis qu'elle assistait à des présentations en kimonos traditionnels, et elle signait ses peintures d'un monogramme.
Elle a pratiqué la peinture à l'huile, l'aquarelle, l'illustration de livres, la photographie et l'estampe. Formée au Japon aux styles et techniques de peinture traditionnels, Lilian May Miller a créé des esquisses lyriques, des peintures à l'encre et des gravures sur bois représentant des personnes et des paysages du Japon et de la Corée, les pays où elle a passé la plus grande partie de sa vie.

## Biographie

### Jeunesse et formation
Lilian May Miller naît à Tokyo, au Japon, le 20 juillet 1895. Son père, Ransford Miller, est un diplomate américain qui avait travaillé pour le YMCA à Tokyo de 1890 à 1894,. De 1895 à 1909, il est interprète de légation. En 1894, Ransford Miller épouse Lilly Murray, arrivée au Japon en 1888, et enseignante d'anglais. Lilian a une sœur prénommée Harriet ; leur père les appelle respectivement « Jack » et « Hal ».
En 1904, sur la suggestion de la célèbre graveuse Helen Hyde, Ransford Miller inscrit Lilian, neuf ans, à l'atelier de Kanō Tomonobu (en) (1843-1912), qui représente la 9e génération à la tête de la célèbre École Kanō, à Tokyo. Trois ans plus tard, elle expose ses premières œuvres Son gô (nom d'art) propre qu'elle a utilisé comme nom professionnel est Gyokka qui signifie « fleur ornée de bijoux ».
Tandis qu'elle est encore adolescente, son père, devenu chef du département d'Extrême-Orient du département d'État, est muté à Washington et, pour la première fois, elle quitte le Japon pour les États-Unis. Miller fréquente le lycée central de Washington D. C. (en) et à l'âge de 14 ans, elle remporte le premier prix d'un concours artistique du Washington Post avec Early Morning in Old Japan (Aube dans l'ancien Japon),. Elle part ensuite étudier au Vassar College de New York, où elle a pour camarade de classe Edna St. Vincent Millay et coïncide avec la future écrivaine et professeure Chen Hengzhe (en). Elle obtient son diplôme avec mention, en 1917.

### Carrière
Lilian Miller se rend ensuite rendue à Séoul, en Corée, en 1918, suivant son père qui est désormais le consul général des États-Unis. Elle devient journaliste et secrétaire au département d'État de Washington, vit un temps à New York puis devient secrétaire confidentielle à l'ambassade américaine de Séoul en 1920,. Après une brève période au département d'État, elle retourne à Tokyo en 1920 la même année.
Après le grand tremblement de terre de Kanto en 1923, Miller est ruinée, nombre de ses gravures et peintures ayant été détruites,. Elle vit alors avec ses parents à Séoul de 1923 à 1927 ou 1928. Pendant son séjour en Corée, Miller produit des gravures et est en convalescence d'une longue et grave maladie. En 1930, elle repart au Japon et s'installe à Kyoto. Son père rentre lui aux États-Unis pour devenir le chef du département d'Extrême-Orient au département d'État de Washington. Il meurt en 1932 et ses restes sont enterrés au cimetière étranger de Yokohama.
En 1935, Miller se fait opérer d'une grosse tumeur cancéreuse et d'une hystérectomie. Au début de 1936, après un imbroglio politique au cours duquel des officiers radicaux japonais assassinent plusieurs personnalités politiques, Miller et sa mère quittent le Japon et s'installent à Honolulu, à Hawaï. À l'automne 1938, elle s'installe à San Francisco et commence à inclure dans son travail les séquoias et les cèdres massifs de Californie. Dans sa vie personnelle, elle fait de la randonnée dans les montagnes San Gabriel de Californie et se promène en Alaska.
Liliam May Miller vit une vie de contradictions. Elle porte des kimonos lorsqu'elle montre son travail — ce qui reflète son éducation est-asiatique — mais porte aussi des vêtements d'homme en se faisant appeler « Jack » (ainsi que son père le faisait). Le kimono représente la culture traditionnelle japonaise dans laquelle elle a été élevée, mais elle ne suit pas les protocoles stricts de développement de l'impression sur bois, ce qui l'a rendue populaire auprès des Américains. Ses parents sont originaires des États-Unis, mais elle a vécu la plus grande partie de sa vie en Asie. On suppose qu'elle était lesbienne et on lui a dit un jour qu'elle n'avait pas la capacité de se faire aimer d'un homme.
Après l'attaque japonaise sur Pearl Harbor en décembre 1941, elle détruit une grande partie de ses gravures sur bois, s'estimant trahie par le Japon. Pendant la guerre, Miller travaille contre les Japonais. Elle s'engage dans une branche de contre-propagande de la marine en tant que censeur et analyste de recherche japonais.
Le 9 décembre 1942, Lilian Miller subit une opération chirurgicale pour retirer une grosse tumeur maligne dans un hôpital de l'université Stanford. Elle meurt le 11 janvier 1943 d'un cancer abdominal en Californie,,. Ses cendres sont enterrées au cimetière de Woodland à San Francisco.

## Œuvre

### Gravures sur bois
Le paradoxe de sa situation est qu'au Japon, elle est une étrangère qui essaie de maintenir un art traditionnel en vie, alors qu'en Amérique, elle essaie de transmettre le « bel esprit de l'Asie » dans un pays en voie d'industrialisation. En Amérique, notamment lors des expositions de galeries ou pour les photographes de journaux, elle a adopté une identité « japonaise », portant un kimono, mais elle était bien sûr une femme anglo-américaine de statut social. En ce sens, elle faisait partie d'un tableau de l'Orient, exposé dans les galeries en même temps que ses photos.
Katrina Gulliver,
Modern Women in China and Japan
Miller a réalisé des gravures sur bois Shin-Hanga, une version du XXe siècle des gravures traditionnelles Ukiyo-e (ou « images du monde flottant »), qui étaient populaires à partir du XVIIe siècle. Comme il s'agissait de gravures, elles étaient facilement disponibles et peu coûteuses. Edmond et Jules de Goncourt ont suscité un plus grand intérêt pour l'œuvre japonaise en tant que forme d'art à la fin du XIXe siècle, en partie grâce aux livres d'Edmond Outamaro (sur Utamaro) et Hokousai (sur Hokusai). Ils ont d'abord identifié le mouvement culturel du japonisme. Parmi les femmes occidentales qui ont commencé à réaliser des estampes sur bois Shin-Hanga (ou « estampes créatives », Miller est la seule à être née en Orient. Les autres, qui avaient toutes vécu au Japon, étaient Helen Hyde, qui a réalisé ses premières estampes japonaises en 1901, Elizabeth Keith et Bertha Lum. Les estampes Shin-Hanga comprenaient des scènes du monde contemporain, comme la robe occidentale et l'électricité.
La production de gravures sur bois était traditionnellement un travail d'équipe, mené sous la direction de l'artiste. Plusieurs planches de bois étaient découpées à partir de l'esquisse et de l'aquarelle de l'artiste, chaque planche de bois correspondant à une couleur spécifique. Ensuite, un imprimeur faisait des tirages en pressant la planche de bois avec son encre colorée associée sur le papier. Miller a fait le travail elle-même, en créant l'image initiale et les gravures sur bois et en réalisant les tirages.
En septembre 1920, elle s'est tournée vers l'impression au bloc de bois, créant des images du peuple et de la campagne coréens, qu'elle a vendues à Tokyo et aux États-Unis. Elle vivait en tant que locataire de l'artiste et promotrice Bertha Lum. Miller a commencé à travailler avec le sculpteur sur bois Matsumoto, qui avait auparavant travaillé pour Helen Hyde, et l'imprimeur Nishimura Kumakichi (1861 - vers 1941), sur lequel Bertha Lum s'est appuyée pour ses propres productions d'estampes. Peu de temps après, les deux artistes se brouillent de manière dramatique. Miller a également eu des difficultés avec Elizabeth Keith, qui était au départ une amie, mais qui est devenue une rivale. À partir de 1920, elle a gagné sa vie en tant que graveuse. Les images, principalement des scènes de la vie coréenne, étaient vendues à Tokyo, à Séoul, dans de grandes villes américaines, à Shanghai et à Pékin. De nombreuses estampes de Miller ont par ailleurs été réalisées pour des cartes postales.
Le 1er septembre 1923, Tokyo a été en grande partie détruite par le grand tremblement de terre de Kantō, y compris la plupart des peintures et des gravures de Miller,. Miller a séjourné en Corée de 1923 à 1927. Pendant cette période, elle a produit des gravures plus stylisées. Miller a réalisé des gravures de scènes domestiques, comme des enfants en train de jouer ou des femmes en train de suspendre du linge. Une de ses estampes, A Strange Scene in Korea (Une étrange scène en Corée), représentait une femme portant un bébé sur le dos avec un panier sur la tête. Une autre s'intitule Korean Farm House under the Moonlight (Ferme coréenne au clair de lune), où un homme parle à une femme avec un panier sur la tête.
Dans Rain Blossoms, que Miller a réalisé en 1928, les parapluies colorés, ou fleurs, sont mis en contraste avec le fond uni des corps des gens. Les saules et le pont sont des motifs orientaux traditionnels. L'estampe est considérée comme un « bel exemple de l'œuvre de Miller ». Elle a aussi réalisé à cette époque Nikko Gateway (Passerelle de Nikko), Makaen Monastery (Monastère de Makaen) et Festival of Lanterns (Festival des lanternes). La plupart de ses œuvres étaient des scènes du Japon.
Lilian Miller a effectué un séjour de six mois aux États-Unis en 1929 et 1930 et a fait des expositions de gravure sur bois dans des galeries et des musées de Boston, New York, Philadelphie, Washington, Chicago, Kansas City, Denver, San Francisco et Pasadena. Lors de ses conférences et expositions, elle portait un kimono très élaboré. Miller était admirée pour sa capacité à exécuter elle-même tout le processus d'impression sur bois, y compris l'étape de la découpe du bloc. Ses œuvres ont ensuite fait partie des collections de l'Art Institute of Chicago et du British Museum. Lors de l'exposition de 1937 des Honolulu Print Makers, elle a présenté une estampe représentant le bambou selon une méthode de lithotinte, une sorte de lithographie qui permettait d'obtenir l'effet de la peinture à l'encre. Elle s'intitulait A Spray of Bamboo (Une gerbe de bambou) et a remporté le sixième prix annuel de l'estampe.

### Peinture
Après son diplôme au Vassar College, elle retourne au Japon pour étudier de 1917 à 1918 avec Shimada Bokusen,. Pendant son séjour à Tokyo, Miller est récompensée pour sa peinture à l'encre du pavillon du palais Gyeongbok de la reine Min, intitulée In a Korean Palace Garden (Dans un jardin de palais coréen), en 1920. Elle a reçu un prix au Salon impérial japonais pour cette œuvre.
Dans les années 1930, pendant la Grande Dépression, Miller a évolué vers un nouveau style de peinture à l'aquarelle populaire. Elle a réalisé plus de 100 aquarelles, travaillant généralement en plein air.

### Femmes mécènes et collectionneuses
Miller disposait d'un réseau de mécènes et d'admiratrices de premier plan, dont l'impératrice Nagako du Japon ; Lou Henry Hoover, l'épouse du président des États-Unis Herbert Hoover ; Anne Morrow Lindbergh, aviatrice et épouse Charles Lindbergh, ; ainsi que Grace Nicholson, une marchande d'art de Pasadena. C'est dans la résidence de Nicholson à Pasadena, aujourd'hui le USC Pacific Asia Museum (en), que Miller se sentait peut-être le plus chez elle, en dehors du Japon. Leur amitié a permis à Miller de rencontrer et d'utiliser de nombreux contacts importants dans le domaine de l'art lors de son voyage américain et par la suite.

### Poésie
En 1927, Miller a publié une version révisée de son livre de poésie Grass Blades from a Cinnamon Garden (Brins d'herbe d'un jardin de cannelle), illustrée par ses gravures sur bois. L'auteur Kendall H. Brown souligne la qualité visuelle de nombreux poèmes, et conclut que « si sa poésie était souvent plate et artificielle, son art devenait de plus en plus rayonnant et naturel ». Un certain nombre des poèmes du volume sont des expressions ardentes d'amour adressées, semble-t-il, aux femmes, et Brown le fait remarquer : « L'Orient féminisé, alternativement maternel et sexuel, est facilement lié à l'amante désirée qui est à la fois le doux professeur et l'objet du désir amoureux. Ainsi, l'Orient devient l'amant et l'amant devient l'Orient, à la fois états de grâce idéaux et sites de créativité féminine. »

### Publications
- (en) Lilian Miller, Grass Blades from a Cinnamon Garden, Tokyo (Japon) : Japan Advertiser Press, 1927 (OCLC 3625943). Illustrations avec des gravures sur bois par Miller.
- (en) Joan S. Grigsby, The Orchid Door: Ancient Korean Poems. Kobe (Japon) : J. L. Thompson & Company, 1935 (OCLC 3785603). Illustrations par Miller.
- (en) Lilian Miller, Selected Poems by Wood Block Artist Lilian Miller, Tiburon (Californie) : Catherine Coffin Phillips Library (OCLC 688334708).

## Postérité
La peinture et les gravures de Miller, ainsi que celles de Bertha Lum, Elizabeth Keith et Helen Hyde ont été exposées dans le cadre de l'exposition Visions of the Orient (Visions de l'Orient) de 125 peintures et gravures en juin 2012 au Jordan Schnitzer Museum of Art (en) de l'Université de l'Oregon. Chacune de ces femmes a vécu en Asie de 1900 à 1940, a fait des gravures sur bois au Japon et a été formée à la peinture.
En 2015, une exposition de 70 œuvres de la Gana Foundation for Arts and Culture réalisées par Miller, Keith, Lum, Yoshida Hiroshi, Paul Jacoulet et Willy Selier a eu lieu en février-mars au centre d'art Gana Insa à Séoul.